# 摩西击打磐石出水
摩西击打磐石出水（意大利语：Mosè fa scaturire l'acqua dalla roccia）是意大利画家丁托列托的一幅布面油画，位于威尼斯圣罗格大会堂上层大厅（sala superiore）的天花板上，绘制于1577年，画幅高550厘米，宽520厘米。
画面描绘《圣经》中摩西击打磐石出水的场景，显然是代指善会教友帮助穷人解决饮水问题的善举。